# Heldmaschine
Heldmaschine é uma banda alemã de Neue Deutsche Härte, formada em Coblença no canto Alemão, é liderada pelo vocalista René Anlauff, originado do projeto paralelo Völkerball - A Tribute to Rammstein.

## Historia da Banda

### Völkerball

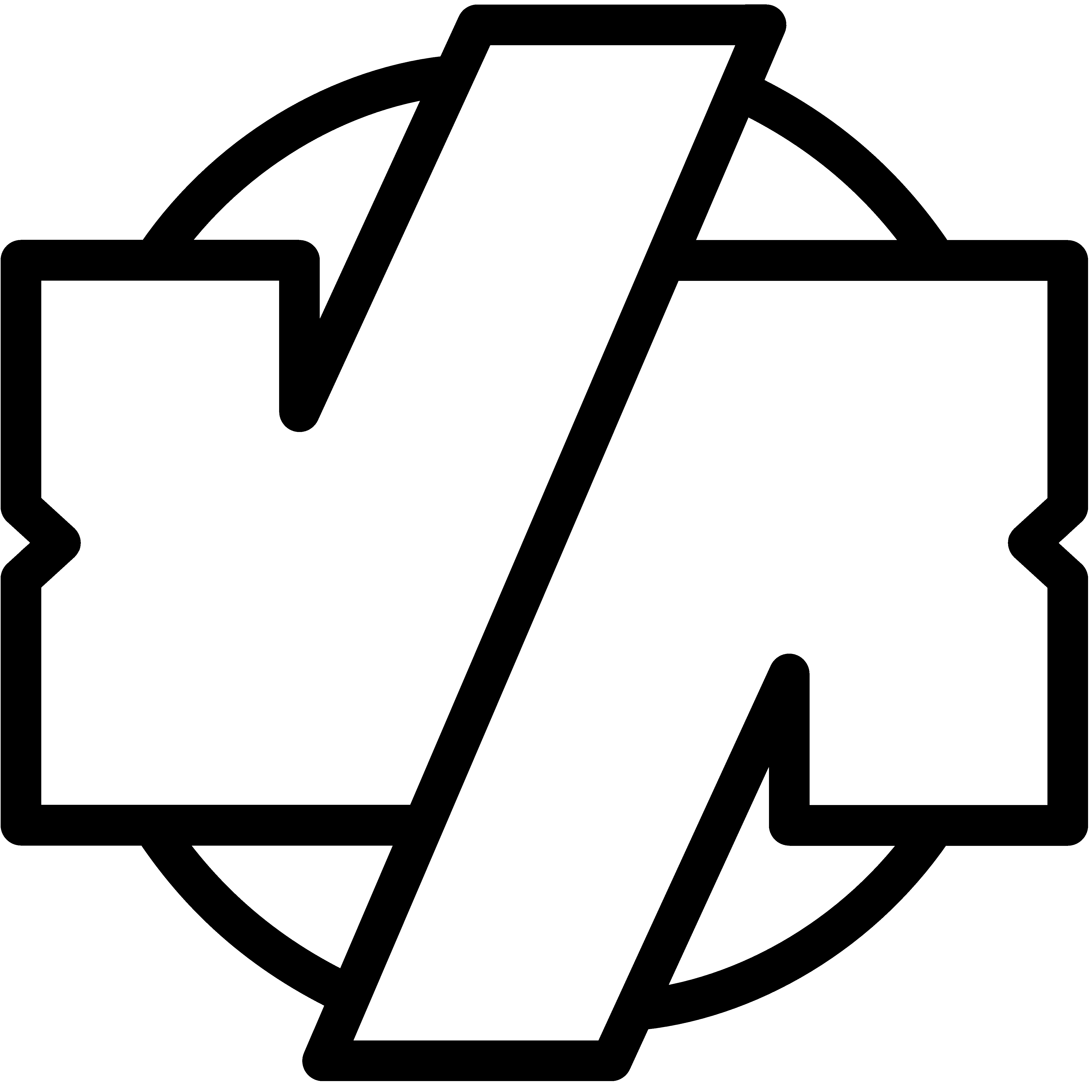
Logo do projeto Völkerball

Heldmaschine foi originado pelo seu primeiro projeto em 2008 chamado Völkerball - A Tribute to Rammstein, Uma banda cover de Rammstein. O nome vem do álbum ao vivo do Rammstein "Völkerball". A banda é conhecida principalmente na Alemanha e canta músicas do grupo Rammstein. Todos os membros são fãs da banda. Em 2011 o primeiro álbum próprio da banda "Weichen und Zunder" foi lançado. Em 2013, mudam o nome para Heldmaschine. Isso ocorreu pelo mal-entendido a respeito dos shows. Então, o público não parava de pensar que a canção "Völkerball" era uma canção do Rammstein, com isso a banda decidiu mudar o nome. Atualmente, o Völkerball é um projeto paralelo.

### Heldmaschine

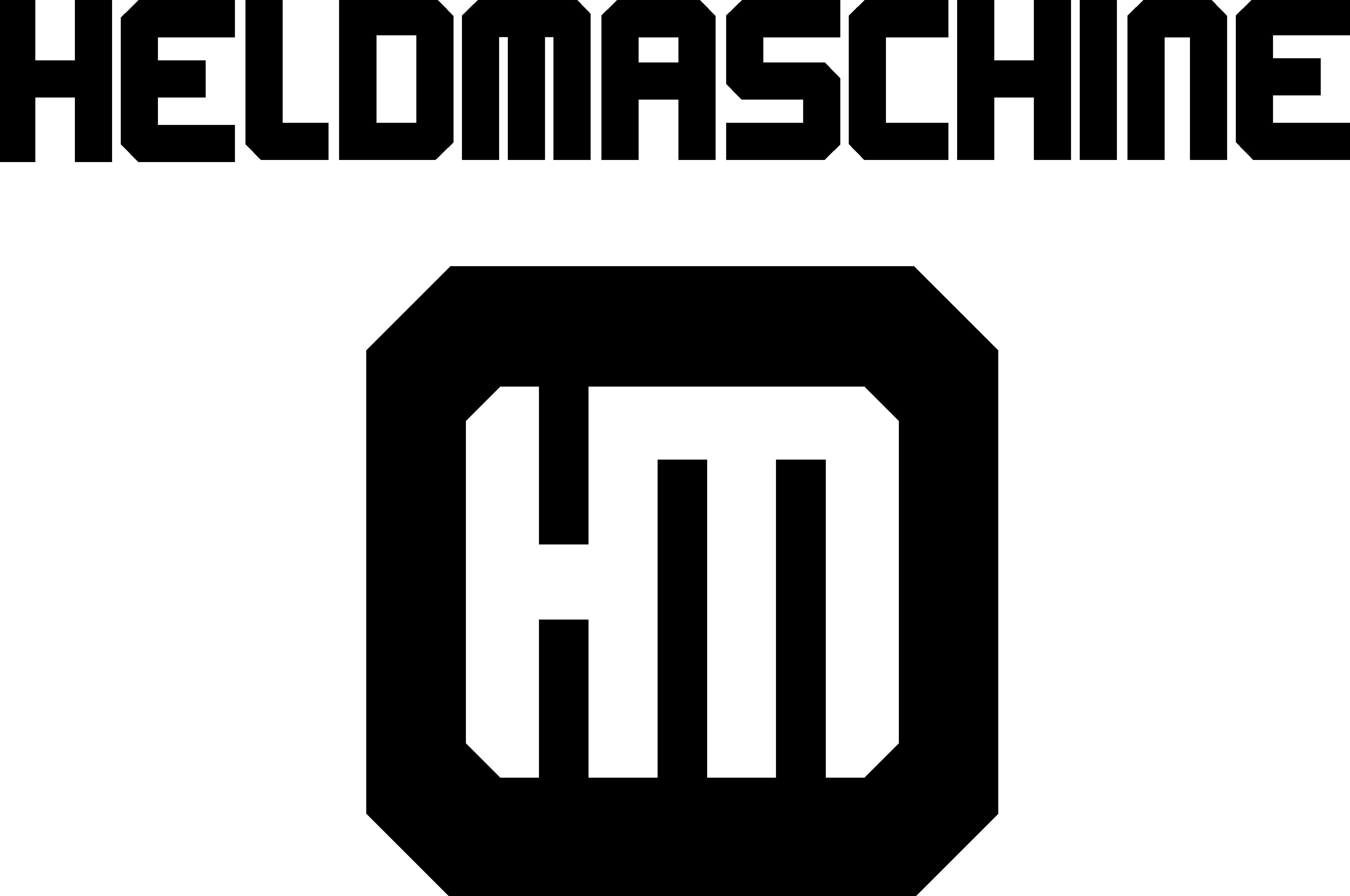
Logo da banda Heldmaschine

Em maio de 2013, a banda mudou seu nome para Heldmaschine pelas confusões que ocorreram. Com a mudança de nome, os integrantes também mudaram: Tilmann Carbow e Andreas Schanowski, deixaram a banda por motivos pessoais e a mudança no baixo era de Marco Schulte, irmão do vocalista René Anlauff.
Em maio de 2013, os primeiros concertos já aconteceram como Heldmaschine. Ao mesmo tempo, a banda estava trabalhando num novo CD, "Propaganda", que foi lançado em 28 de março de 2014. o Heldmaschine começou a tocar em grandes festivais de música, como o Munique Festival (em abril de 2014) e o Festival Blackfield (em Junho de 2014), bem como vários concertos privados na Alemanha.
Em abril de 2015 a banda já estava produzindo seu terceiro álbum que teve o nome divulgado em maio, "Lügen", foi lançado no dia 21 de agosto, antes disso, em julho, a banda lançou o primeiro single deste álbum que se chama "Wer Einmal Lügt", foi lançado no dia 10 de julho, o videoclipe foi lançado no canal oficial da banda no YouTube no dia 13 de julho.
Em novembro de 2015 a banda anunciou o single "Collateral", o segundo do álbum "Lügen", lançado apenas em versão digital, Contém uma versão editada de "Collateral", uma versão cantada pela equipe de palco da banda, um remix em estilo trilha sonora por Gerrit Wolf da banda Jovian Spin, e uma versão Multilingual de "Maskenschlacht", em alemão, espanhol e russo, O vídeo da mesma música foi lançado no dia 9 de dezembro de 2015 pela revista Sonic Seducer, a mais conhecida no ramo do metal alemão.
Em maio de 2016, após uma pausa dos palcos a banda anunciou que estava trabalhando em um novo álbum, além disso, a banda abriu sua loja online na internet e irá entrar mais uma vez em turnê, juntamente com o Megaherz e o Erdling.
Em 24 de agosto de 2016 a banda anunciou o single e vídeo de "Sexschuss", que foi lançado no dia 19 de setembro. Este single é o primeiro do álbum "Himmelskörper", o quarto álbum da banda, que foi lançado no dia 4 de novembro de 2016. O nome e a data do lançamento do álbum foram anunciados no dia 2 de setembro de 2016.

#### Primeiro álbum ao vivo
Em 23 de novembro de 2017, a banda anunciou  seu primeiro álbum ao vivo com o nome "Live+Laut", e a turnê iniciou-se em janeiro de 2018, contando com convidados como Hämatom e Maerzfeld. O álbum foi lançado em 26 de janeiro de 2018.  Em 11 de dezembro, a banda postou em seu canal oficial no YouTube um vídeo com o título "DVD ao vivo chegando em 2018" . O show gravado para este álbum foi realizado no dia 12 de maio de 2017 no Café Hahn em Coblença, cidade de origem da banda. A data de lançamento do DVD está prevista para o dia 11 de maio.

#### Festival "Nacht der Helden"

##### Edição 2017
Em novembro de 2017, a banda anunciou as últimas informações e iniciou a venda dos ingressos para a primeira edição do festival "Nacht der Helden", que foi realizado em 29 de dezembro de 2017 no Turbinenhalle em Oberhausen. O festival foi organizado pelo Heldmaschine e contou com a participação das bandas Maerzfeld, Schattenmann e Nachtsucher.

##### Edição 2018
Logo após o fim da edição de 2017, a banda anunciou a edição de 2018, que desta vez será realizada em duas datas. Nos dias 28 e 29 de dezembro de 2018. No dia 28, o festival será realizado em Hannover, e no dia 29, será novamente em Oberhausen. Contará com a participação das bandas Apron, Maerzfeld e Stahlmann.

#### Saída de Dejan Stankovic
Em 13 de setembro, o guitarrista Dejan "Dean" Stankovic anunciou por meio de suas redes sociais a decisão de deixar a banda, Dejan entrou em setembro de 2014 para assumir o lugar de Marco Vetter. Dejan decidiu sair da banda pra um novo projeto de fotografia, porém ele mesmo afirmou que não irá deixar de se dedicar à música. O último show de Dejan como membro da banda foi em 4 de outubro de 2018 em Siegburg, coincidentemente o mesmo local onde Dejan se apresentou pela primeira vez com o Heldmaschine. Eugen Leonhardt é o nome do novo guitarrista da banda, ele já havia se apresentado ao vivo com a banda substituindo Dejan quando ele estava em viagem pela Tailândia.

#### Im Fadenkreuz
Ainda em 2018, a banda postou em seu site oficial que em algum momento de 2019 anunciaria seu novo álbum que se chamará "Im Fadenkreuz". O motivo de o álbum ainda não ter uma data certa de lançamento é o orçamento que a banda tem, não ser o suficiente. Mas ao que tudo indica, o álbum ja está totalmente gravado. Uma turnê pra promover o álbum irá se iniciar dia 7 de fevereiro de 2019 e nesta mesma data o EP "Volles Brett" exclusivo de 4 faixas será lançado. Um teaser foi divulgado nas redes sociais e mostram como o EP limitado em 500 cópias foi produzido e conta com a prévia de duas músicas inéditas, "Springt!" e "Luxus". A turnê passou pela Alemanha, França, Inglaterra e Tchecoslováquia. A banda também abriu os shows do Oomph!.
Após a banda ter passado pelos festivais "Nacht der Helden" e "Volle Kraft Voraus Festival", foi anunciada a segunda parte da turnê "Im Fadenkreuz", que começou no dia 26 de setembro. No mesmo dia, a banda lançou oficialmente seu quinto álbum de estúdio. Porém apenas em versão física, pois a banda tem planos de garantir uma renda boa com a venda dos discos antes de lançarem em plataformas digitais. 

## Musica e Letras

### Musica
Por causa do Völkerball, a banda cover musicalmente é muito semelhante ao passado com seu exemplo em Rammstein. Mas no Heldmaschine a música própria combina elementos de estilos como Hard Rock, Metal Alternativo e Metal Industrial. Muitas vezes, há também o uso de elementos de tecno. Embora não haja oficialmente um membro tecladista na banda, No estúdio, os Teclados foram interpretados por Andreas Schanowski.

### Letras

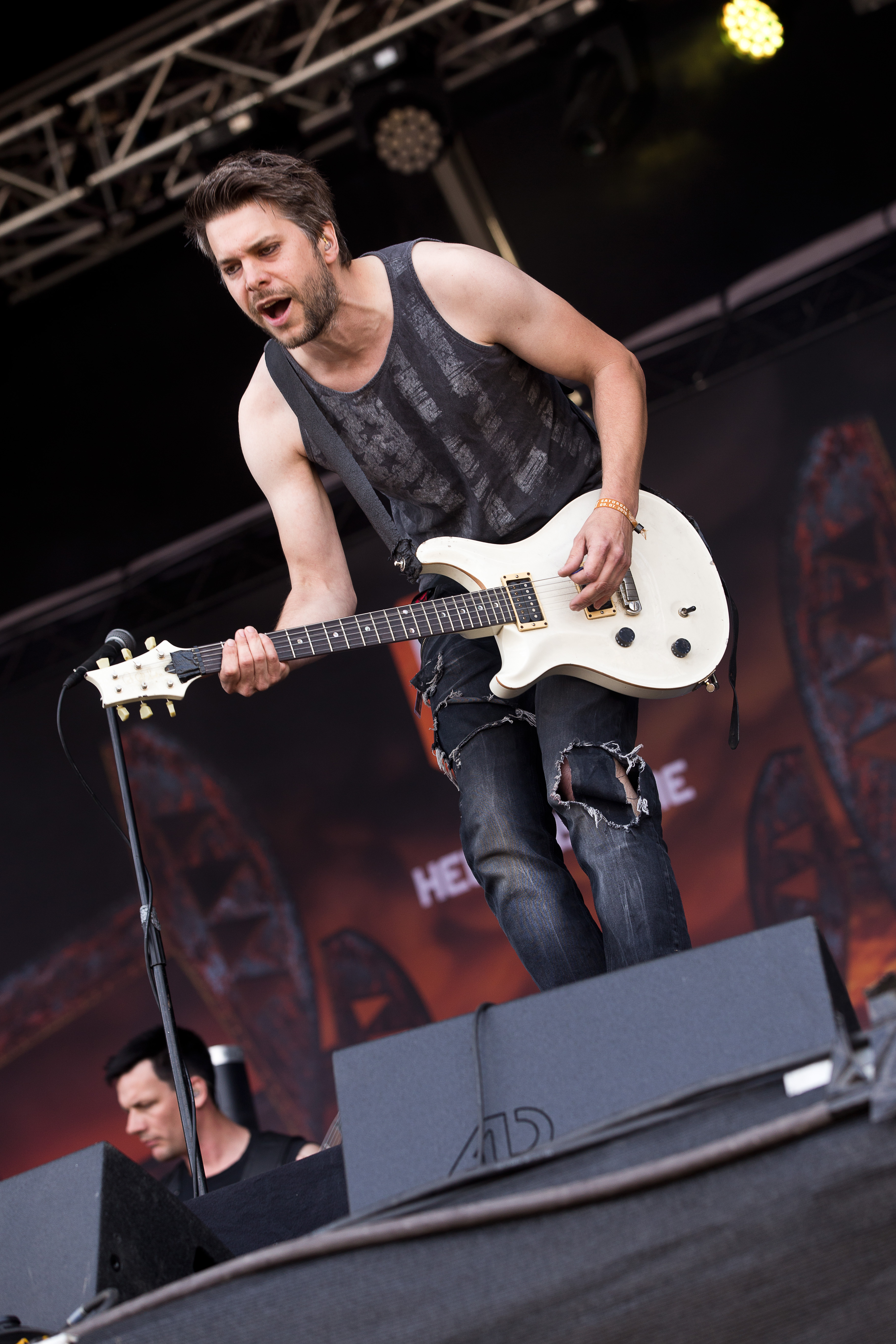
Tobias Kaiser (guitarrista)

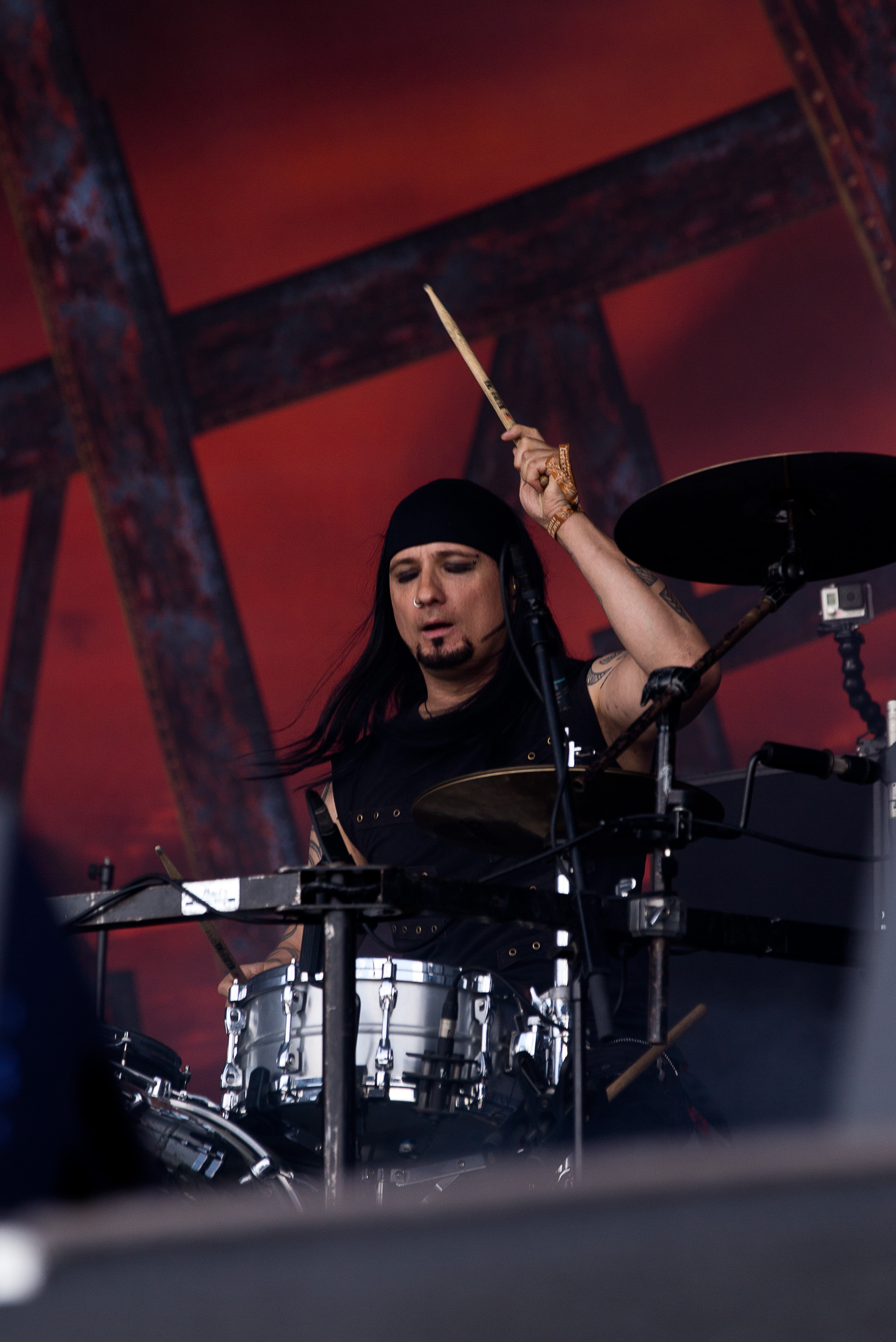
Dirk Oechsle (baterista)

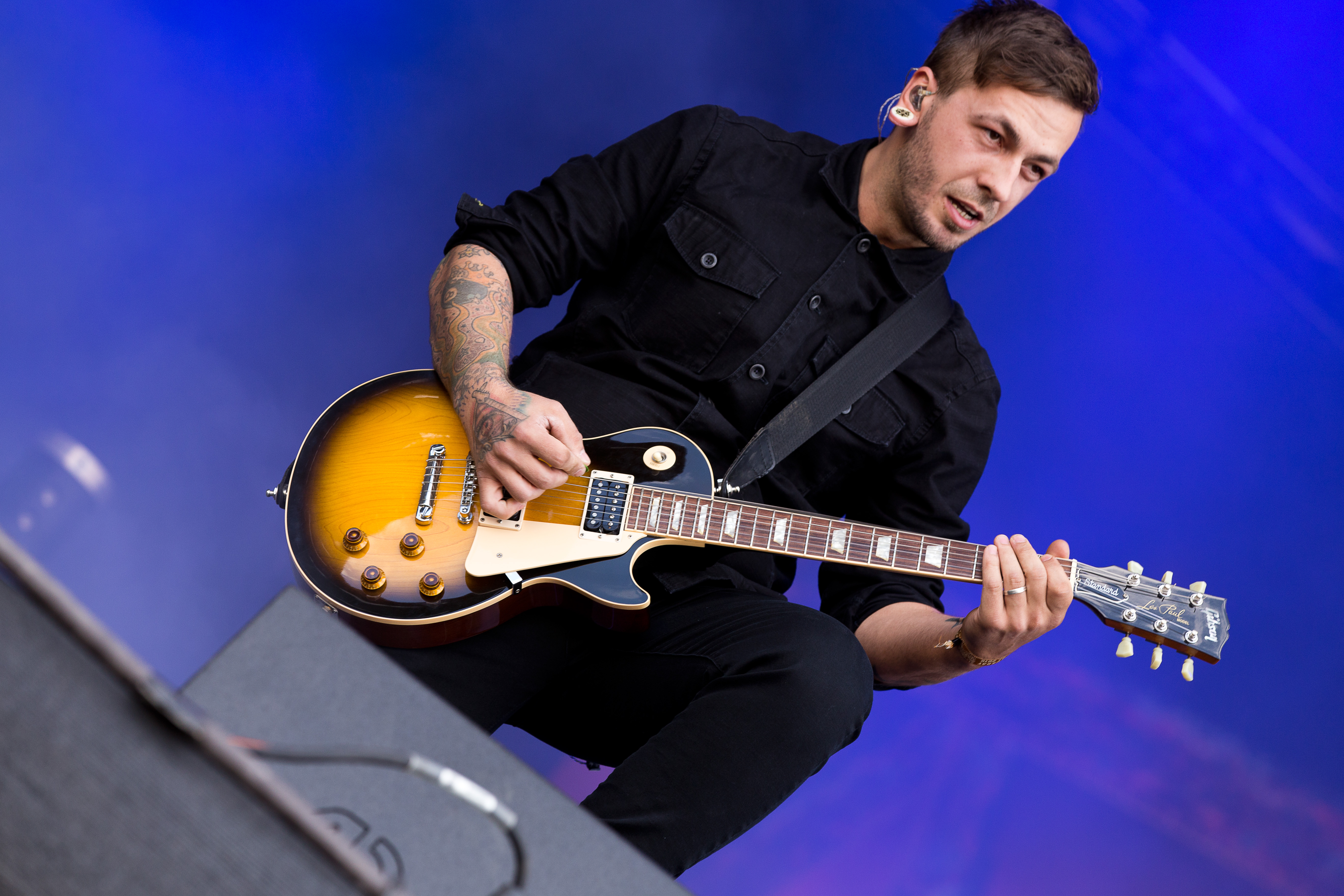
Dejan "Dean" Stankovic (guitarrista)

Em algumas letras é possível ver a influência do Rammstein. Os textos são geralmente ambíguos. Há canções que tem o mesmo nome do álbum ou até mesmo da própria banda. A maioria das letras são de crítica social. Canções nos tópicos que anteriormente outras bandas haviam feito, aparece na música "Menschenfresser" que trata de canibalismo e necrofilia, assim como o Rammstein com as músicas "Mein Teil" e "Heirate Mich", que também tratam, separadamente, do mesmo tema de Menschenfresser. Mas aí vem novamente a ambiguidade dos textos para a o palco, o que também é uma interpretação é que há sentido de roubo de identidade e autorização. As ideias vieram de eventos atuais ou outras obras literárias. Um modelo para a letra da música de "Du Darfst Das Nicht", que tem base na obra "Struwwelpeter: Die Geschichte vom Daumenlutscher".

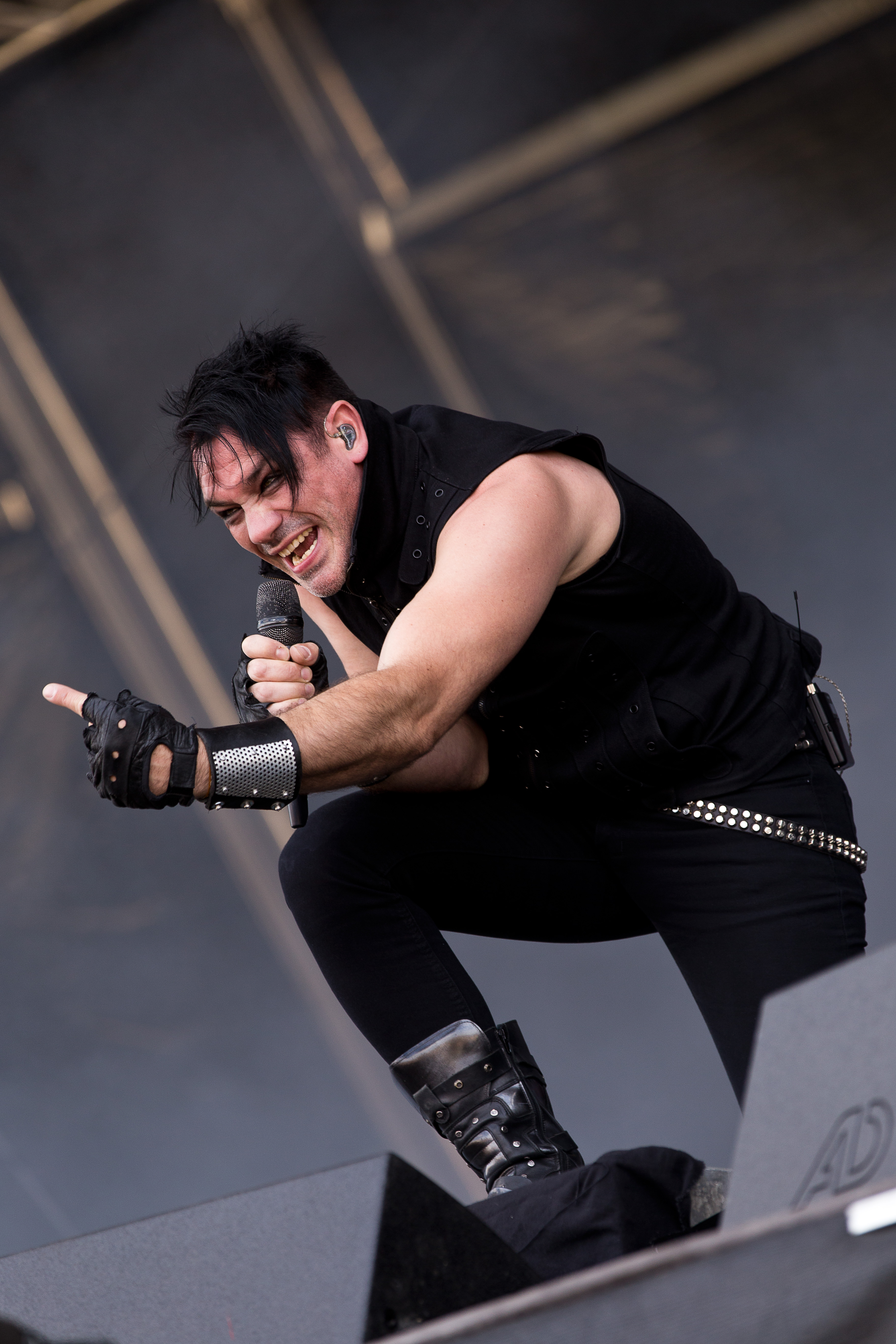
René Anlauff (vocalista)

## Discografia

### Álbuns de estúdio
| Ano  | Título             | Data de Lançamento     | Formatos             |
| ---- | ------------------ | ---------------------- | -------------------- |
| 2012 | Weichen und Zunder | 6 de abril de 2012     | CD, Download Digital |
| 2014 | Propaganda         | 28 de março de 2014    | CD, Download Digital |
| 2015 | Lügen              | 21 de agosto de 2015   | CD, Download Digital |
| 2016 | Himmelskörper      | 4 de novembro de 2016  | CD, Download Digital |
| 2019 | Im Fadenkreuz      | 26 de setembro de 2019 | CD, Download Digital |
| 2023 | Flächenbrand       | 29 de setembro de 2023 | CD, Download Digital |
| 2025 | Eiszeit            | 14 de março de 2025    | CD, Download Digital |

### Álbuns ao vivo
| Ano  | Título    | Data de Lançamento                                | Formatos                  |
| ---- | --------- | ------------------------------------------------- | ------------------------- |
| 2018 | Live+Laut | CD: 26 de janeiro de 2018 DVD: 11 de maio de 2018 | CD, DVD, Download Digital |

### Singles e EP's
| Ano  | Título                                  | Data de Lançamento     | Álbum              |
| ---- | --------------------------------------- | ---------------------- | ------------------ |
| 2011 | Gammelfleisch                           | 9 de dezembro de 2011  | Weichen und Zunder |
| 2012 | Radioaktiv                              | 26 de julho de 2012    | Weichen und Zunder |
| 2013 | Radioaktiv - Remixed                    | 12 de abril de 2013    | Weichen und Zunder |
| 2013 | Weiter!                                 | 25 de outubro de 2013  | Propaganda         |
| 2014 | Propaganda                              | 7 de fevereiro de 2014 | Propaganda         |
| 2015 | Wer einmal lügt                         | 10 de julho de 2015    | Lügen              |
| 2015 | Collateral                              | 20 de novembro de 2015 | Lügen              |
| 2016 | Sexschuss                               | 17 de setembro de 2016 | Himmelskörper      |
| 2019 | Volles Brett                            | 7 de fevereiro de 2019 | Im Fadenkreuz      |
| 2021 | Lockdown                                | 19 de março de 2021    | Flächenbrand       |
| 2022 | Wozu sind Kriege da? (feat. Der Schulz) | 18 de março de 2022    | —                  |
| 2023 | Sucht                                   | 31 de março de 2023    | Flächenbrand       |
| 2023 | Hast du Angst?                          | 9 de junho de 2023     | Flächenbrand       |
| 2023 | Monoton                                 | 29 de setembro de 2023 | Flächenbrand       |
| 2024 | Karl Denke                              | 25 de abril de 2024    | Eiszeit            |

### Compilações Exclusivas
- 2012: Weichen + Zunder - (Radio Schwarze Welle Vol.4, 10/2010)

### Contribuições para outros artistas
| Ano  | Título                                  | Álbum                      | Artista   |
| ---- | --------------------------------------- | -------------------------- | --------- |
| 2013 | Das Gerücht (Heldmaschine Remix)        | Höllenfahrt                | Tanzwut   |
| 2014 | Liebeslied (Heldmaschine Remix)         | Freundschaft               | Ost+Front |
| 2017 | Es Gibt dich nicht (Heldmaschine Remix) | Supernova (Deluxe Edition) | Erdling   |

### Participações Especiais
- 2015: Lust (feat. René Anlauff from Heldmaschine) - Do álbum "Angstladen" do Jovian Spin

## Videoclipes
| Ano  | Título                | Data de Lançamento     | Diretor                   |
| ---- | --------------------- | ---------------------- | ------------------------- |
| 2012 | Radioaktiv            | 25 de Agosto de 2012   | Mark Feuerstake           |
| 2013 | Doktor                | 20 de Outubro de 2013  | Mark Feuerstake           |
| 2013 | Weiter!               | 24 de Novembro de 2013 | Mark Feuerstake           |
| 2014 | Propaganda            | 7 de Fevereiro de 2014 | Mark Feuerstake           |
| 2015 | Wer einmal lügt       | 13 de Julho de 2015    | Mark Feuerstake           |
| 2015 | Maskenschlacht        | 9 de Dezembro de 2015  | Mark Feuerstake           |
| 2016 | Sexschuss             | 16 de Setembro de 2016 | Mark Feuerstake           |
| 2017 | Die Braut das Meer    | 7 de Abril de 2017     | Mark Feuerstake           |
| 2019 | Gottverdammter Mensch | 3 de novembro de 2019  | Mark Feuerstake           |
| 2023 | Sucht                 | 31 de março de 2023    | Eugen Leonhardt, Tom Dams |